# Максатоні Тауншип (округ Беркс, Пенсільванія)
Максатоні Тауншип (англ. Maxatawny Township) — селище (англ. township) в США, в окрузі Беркс штату Пенсільванія. Населення — 7181 особа (2020).

## Демографія
Згідно з переписом 2010 року, у селищі мешкало 7906 осіб у 1520 домогосподарствах у складі 1001 родини. Було 1567 помешкань
Расовий склад населення:
| - 92,1 % — білих - 4,8 % — чорних або афроамериканців - 0,7 % — азіатів - 0,3 % — корінних американців - 0,1 % — вихідців з тихоокеанських островів - 1,1 % — осіб інших рас |

До двох чи більше рас належало 1,0 %. Частка іспаномовних становила 2,8 % від усіх жителів.
За віковим діапазоном населення розподілялося таким чином: 9,5 % — особи молодші 18 років, 83,3 % — особи у віці 18—64 років, 7,2 % — особи у віці 65 років та старші. Медіана віку мешканця становила 20,9 року. На 100 осіб жіночої статі у селищі припадало 81,5 чоловіків;  на 100 жінок у віці від 18 років та старших — 80,1 чоловіків також старших 18 років.
Середній дохід на одне домашнє господарство  становив 78 962 долари США (медіана — 70 192), а середній дохід на одну сім'ю — 97 717 доларів (медіана — 85 848). Медіана доходів становила 48 286 доларів для чоловіків та 31 000 доларів для жінок. За межею бідності перебувало 15,7 % осіб, у тому числі 12,8 % дітей у віці до 18 років та 8,9 % осіб у віці 65 років та старших.
Цивільне працевлаштоване населення становило 3260 осіб. Основні галузі зайнятості: мистецтво, розваги та відпочинок — 25,4 %, освіта, охорона здоров'я та соціальна допомога — 23,5 %, роздрібна торгівля — 18,2 %.